# Società Sportiva Lazio 1995-1996
Questa voce raccoglie le informazioni riguardanti la Società Sportiva Lazio nelle competizioni ufficiali della stagione 1995-1996.

## Stagione
La Lazio concluse la Serie A 1995-1996 al terzo posto, centrando la terza qualificazione consecutiva in Coppa UEFA. In campionato Signori ottenne nuovamente il titolo di capocannoniere con 24 reti, ad ex aequo con Protti. In Coppa UEFA si fermò ai sedicesimi di finale, sconfitta per mano dell'Olympique Lione, mentre in Coppa Italia la squadra raggiunse i quarti di finale.

## Divise e sponsor
Per la quarta stagione consecutiva si confermano Umbro come sponsor tecnico e Banca di Roma come sponsor ufficiale.
| Casa | Trasferta | Terza divisa |

## Organigramma societario
Area direttiva
- Proprietario: Sergio Cragnotti
- Presidente: Dino Zoff

Area tecnica
- Direttore sportivo: Nello Governato
- Allenatore: Zdeněk Zeman
- Allenatore in seconda: Vincenzo Cangelosi

## Rosa
| N. |                        | Ruolo | Calciatore                  |
| -- | ---------------------- | ----- | --------------------------- |
| 1  | Italia (bandiera)      | P     | Luca Marchegiani            |
| 2  | Italia (bandiera)      | D     | Paolo Negro                 |
| 3  | Italia (bandiera)      | D     | Alessandro Romano           |
| 4  | Italia (bandiera)      | C     | Dario Marcolin              |
| 5  | Italia (bandiera)      | D     | Giuseppe Favalli            |
| 6  | Argentina (bandiera)   | D     | José Chamot                 |
| 7  | Italia (bandiera)      | A     | Roberto Rambaudi            |
| 8  | Croazia (bandiera)     | A     | Alen Bokšić                 |
| 9  | Italia (bandiera)      | A     | Pierluigi Casiraghi         |
| 10 | Paesi Bassi (bandiera) | C     | Aron Winter                 |
| 11 | Italia (bandiera)      | A     | Giuseppe Signori (capitano) |
| 12 | Italia (bandiera)      | P     | Fernando Orsi               |
| 13 | Italia (bandiera)      | D     | Alessandro Nesta            |

| N. |                     | Ruolo | Calciatore            |
| -- | ------------------- | ----- | --------------------- |
| 14 | Italia (bandiera)   | C     | Diego Fuser           |
| 15 | Italia (bandiera)   | A     | Massimiliano Esposito |
| 16 | Italia (bandiera)   | C     | Roberto Di Matteo     |
| 17 | Svizzera (bandiera) | D     | Guerino Gottardi      |
| 18 | Italia (bandiera)   | D     | Roberto Cravero       |
| 19 | Italia (bandiera)   | A     | Marco Di Vaio         |
| 20 | Italia (bandiera)   | D     | Cristiano Bergodi     |
| 21 | Italia (bandiera)   | C     | Marco Piovanelli      |
| 23 | Italia (bandiera)   | A     | Alessandro Iannuzzi   |
| 24 | Italia (bandiera)   | D     | Alessandro Grandoni   |
| 26 | Italia (bandiera)   | C     | Daniele Franceschini  |
| 27 | Italia (bandiera)   | C     | Ivano Della Morte     |
| 29 | Italia (bandiera)   | P     | Francesco Mancini     |

## Calciomercato

### Sessione estiva
| Acquisti | Acquisti              | Acquisti        | Acquisti      |
| R.       | Nome                  | da              | Modalità      |
| -------- | --------------------- | --------------- | ------------- |
| P        | Giorgio Frezzolini    | Carpi           | fine prestito |
| D        | Guerino Gottardi      | Neuchâtel Xamax | definitivo    |
| D        | Alessandro Grandoni   | Ternana         | definitivo    |
| D        | Alessandro Romano     | Cesena          | definitivo    |
| C        | Ivano Della Morte     | Lecce           | fine prestito |
| C        | Massimiliano Esposito | Reggiana        | definitivo    |
| C        | Dario Marcolin        | Genoa           | fine prestito |
| C        | Marco Piovanelli      | Brescia         | definitivo    |
| C        | Claudio Sclosa        | Cremonese       | fine prestito |

| Cessioni | Cessioni           | Cessioni  | Cessioni              |
| R.       | Nome               | a         | Modalità              |
| -------- | ------------------ | --------- | --------------------- |
| P        | Giorgio Frezzolini | Inter     | definitivo            |
| P        | Flavio Roma        | Venezia   | prestito              |
| D        | Roberto Bacci      | Torino    | definitivo            |
| D        | Mauro Bonomi       | Cagliari  | definitivo            |
| D        | Roberto Cravero    | Torino    | definitivo            |
| C        | Leonardo Colucci   | Reggiana  | definitivo            |
| C        | Domenico Cristiano | Venezia   | definitivo            |
| C        | Paul Gascoigne     | Rangers   | definitivo (11 mld £) |
| C        | Claudio Sclosa     | Pistoiese | definitivo            |
| C        | Giorgio Venturin   | Cagliari  | prestito              |

### Sessione autunnale
| Acquisti | Acquisti          | Acquisti | Acquisti |
| R.       | Nome              | a        | Modalità |
| -------- | ----------------- | -------- | -------- |
| P        | Francesco Mancini | Foggia   | prestito |

| Cessioni | Cessioni          | Cessioni | Cessioni   |
| R.       | Nome              | a        | Modalità   |
| -------- | ----------------- | -------- | ---------- |
| C        | Ivano Della Morte | Avellino | definitivo |
| A        | Marco Di Vaio     | Verona   | prestito   |

## Risultati

### Serie A

#### Girone di andata
| Arbitro: | Borriello (Mantova) |

|                                                    |           |                   |
| Signori 32’ Esposito 48’, 73’ Casiraghi 78’ (rig.) | Marcatori | 81’ (rig.) Caccia |

| Arbitro: | Nicchi (Arezzo) |

|  |           |             |
|  | Marcatori | 22’ Signori |

| Arbitro: | Braschi (Prato) |

|                     |           |                                             |
| Protti 8’, 14’, 49’ | Marcatori | 43’ Winter 57’ Casiraghi 59’ (rig.) Signori |

| Arbitro: | Bolognino (Milano) |

|                              |           |                         |
| Signori 13’ (rig.) Fuser 42’ | Marcatori | 72’ Helveg 87’ Bierhoff |

| Roma 1º ottobre 1995, ore 20:30 5ª giornata | Roma            | 0 – 0 referto | Lazio | Stadio Olimpico (74 205 spett.)\| Arbitro: \| Cesari (Genova) \| |
| Arbitro:                                    | Cesari (Genova) |               |       |                                                                  |

| Arbitro: | Messina (Bergamo) |

|                           |           |  |
| Rosa 74’ (aut.) Fuser 80’ | Marcatori |  |

| Milano 22 ottobre 1995, ore 15:00 7ª giornata | Inter               | 0 – 0 referto | Lazio | Stadio Giuseppe Meazza (47 688 spett.)\| Arbitro: \| Ceccarini (Livorno) \| |
| Arbitro:                                      | Ceccarini (Livorno) |               |       |                                                                             |

| Arbitro: | Collina (Viareggio) |

|                                             |           |  |
| Signori 40’ Casiraghi 45’, 77’ Rambaudi 71’ | Marcatori |  |

| Arbitro: | Pairetto (Nichelino) |

|                    |           |  |
| Batistuta 46’, 80’ | Marcatori |  |

| Arbitro: | Beschin (Legnago) |

|                          |           |                    |
| Winter 28’ Casiraghi 65’ | Marcatori | 72’ (rig.) Maspero |

| Arbitro: | Farina (Novi Ligure) |

|           |           |  |
| Maini 42’ | Marcatori |  |

| Arbitro: | Treossi (Forlì) |

|  |           |          |
|  | Marcatori | 87’ Weah |

| Arbitro: | Trentalange (Torino) |

|                       |           |               |
| Asprilla 36’ Zola 47’ | Marcatori | 90’ Di Matteo |

| Arbitro: | Bazzoli (Merano) |

|                                                                                  |           |                                       |
| Signori 18’, 40’ (rig.) Mihajlović 45’ (aut.) Winter 57’ Casiraghi 67’ Fuser 70’ | Marcatori | 38’ Mihajlović 65’, 76’ (rig.) Chiesa |

| Arbitro: | Stafoggia (Pesaro) |

|                                                           |           |               |
| Winter 14’, 88’ Signori 43’ (rig.), 54’ (rig.) Bokšić 50’ | Marcatori | 49’ Tovalieri |

| Arbitro: | Ceccarini (Livorno) |

|               |           |  |
| Di Napoli 25’ | Marcatori |  |

| Arbitro: | Bettin (Padova) |

|                |           |                |
| Iannuzzi 90+3’ | Marcatori | 81’ Rizzitelli |

#### Girone di ritorno
| Arbitro: | Boggi (Salerno) |

|                        |           |            |
| Piovani 67’ Caccia 79’ | Marcatori | 49’ Bokšić |

| Arbitro: | Racalbuto (Gallarate) |

|                                            |           |  |
| Signori 27’ (rig.) Casiraghi 28’, 34’, 45’ | Marcatori |  |

| Arbitro: | Tombolini (Ancona) |

|                                                |           |                                            |
| Signori 20’ (rig.), 24’ (rig.), 30’ Bokšić 79’ | Marcatori | 9’ (rig.), 81’ (rig.) Protti 63’ Andersson |

| Arbitro: | Treossi (Forlì) |

|                  |           |             |
| Negro 10’ (aut.) | Marcatori | 90+6’ Fuser |

| Arbitro: | Nicchi (Arezzo) |

|                    |           |  |
| Signori 84’ (rig.) | Marcatori |  |

| Arbitro: | Cesari (Genova) |

|                       |           |                                     |
| N. Amoruso 90’ (rig.) | Marcatori | 35’ Signori 67’ Casiraghi 85’ Fuser |

| Arbitro: | Ceccarini (Livorno) |

|  |           |                  |
|  | Marcatori | 64’ (aut.) Nesta |

| Arbitro: | Messina (Bergamo) |

|                                                        |           |                          |
| Deschamps 35’ Chamot 70’ (aut.) Conte 72’ Padovano 83’ | Marcatori | 3’ Favalli 18’ Casiraghi |

| Arbitro: | Pellegrino (Barcellona Pozzo di Gotto) |

|                                           |           |  |
| Winter 14’ Signori 32’, 51’ Casiraghi 83’ | Marcatori |  |

| Arbitro: | Borriello (Mantova) |

|                  |           |           |
| Tentoni 53’, 83’ | Marcatori | 46’ Negro |

| Arbitro: | Farina (Novi Ligure) |

|                                     |           |  |
| Signori 45’ (rig.), 54’, 57’ (rig.) | Marcatori |  |

| Milano 6 aprile 1996, ore 15:00 29ª giornata | Milan              | 0 – 0 referto | Lazio | Stadio Giuseppe Meazza (60 528 spett.)\| Arbitro: \| Rodomonti (Teramo) \| |
| Arbitro:                                     | Rodomonti (Teramo) |               |       |                                                                            |

| Arbitro: | Pairetto (Nichelino) |

|                         |           |          |
| Fuser 14’ Casiraghi 39’ | Marcatori | 80’ Zola |

| Arbitro: | Stafoggia (Pesaro) |

|                                              |           |                                |
| Balleri 25’ R. Mancini 53’ Chiesa 87’ (rig.) | Marcatori | 21’ Casiraghi 37’, 64’ Signori |

| Arbitro: | Racalbuto (Gallarate) |

|               |           |                                                      |
| D. Morfeo 34’ | Marcatori | 13’ (aut.) Valentini 58’ (rig.) Signori 85’ Esposito |

| Arbitro: | Bolognino (Milano) |

|               |           |  |
| Di Matteo 19’ | Marcatori |  |

| Arbitro: | Nicchi (Arezzo) |

|  |           |                      |
|  | Marcatori | 1’ Bokšić 9’ Signori |

### Coppa Italia
| Arbitro: | Bolognino (Milano) |

|                                             |                      |                                         |
| Giordano 81’                                | Marcatori            | 42’ Di Vaio                             |
| Zattarin Cossato Antonioli Gentilini D'Anna | Tiri di rigore 3 – 4 | Cravero Marcolin Signori Winter Favalli |

| Arbitro: | Bazzoli (Merano) |

|  |           |             |
|  | Marcatori | 66’ Signori |

| Arbitro: | Bazzoli (Merano) |

|          |           |              |
| Ganz 75’ | Marcatori | 83’ Rambaudi |

| Arbitro: | Collina (Viareggio) |

|  |           |           |
|  | Marcatori | 77’ Berti |

### Coppa UEFA
| Arbitro: | Müller |

|                                                         |           |  |
| Casiraghi 12’, 17’, 88’ Rambaudi 53’ Signori 56’ (rig.) | Marcatori |  |

| Arbitro: | Albrecht |

|                |           |                           |
| Xiouroupas 68’ | Marcatori | 15’ Casiraghi 75’ Di Vaio |

| Arbitro: | Merk |

|                        |           |            |
| Devaux 15’ Deplace 65’ | Marcatori | 23’ Winter |

| Arbitro: | Ansuátegui |

|  |           |                             |
|  | Marcatori | 22’ Maurice 58’ Assadourian |

## Statistiche

### Statistiche di squadra
| Competizione | Punti | In casa | In casa | In casa | In casa | In casa | In casa | In trasferta | In trasferta | In trasferta | In trasferta | In trasferta | In trasferta | Totale | Totale | Totale | Totale | Totale | Totale | DR  |
| Competizione | Punti | G       | V       | N       | P       | Gf      | Gs      | G            | V            | N            | P            | Gf           | Gs           | G      | V      | N      | P      | Gf     | Gs     | DR  |
| ------------ | ----- | ------- | ------- | ------- | ------- | ------- | ------- | ------------ | ------------ | ------------ | ------------ | ------------ | ------------ | ------ | ------ | ------ | ------ | ------ | ------ | --- |
| Serie A      | 59    | 17      | 13      | 2       | 2       | 45      | 15      | 17           | 4            | 6            | 7            | 21           | 23           | 34     | 17     | 8      | 9      | 66     | 38     | +28 |
| Coppa Italia |       | 1       | 0       | 0       | 1       | 0       | 1       | 3            | 1            | 2            | 0            | 3            | 2            | 4      | 1      | 2      | 1      | 3      | 3      | 0   |
| Coppa UEFA   |       | 2       | 1       | 0       | 1       | 5       | 2       | 2            | 1            | 0            | 1            | 3            | 3            | 4      | 2      | 0      | 2      | 8      | 5      | +3  |
| Totale       |       | 20      | 14      | 2       | 4       | 50      | 18      | 22           | 6            | 8            | 8            | 27           | 28           | 42     | 20     | 10     | 12     | 77     | 46     | +31 |

### Statistiche dei giocatori
Nel conteggio delle reti realizzate si aggiungano tre autoreti a favore in campionato.
| Giocatore       | Serie A  | Serie A | Coppa Italia | Coppa Italia | Coppa UEFA | Coppa UEFA | Totale   | Totale |
| Giocatore       | Presenze | Reti    | Presenze     | Reti         | Presenze   | Reti       | Presenze | Reti   |
| --------------- | -------- | ------- | ------------ | ------------ | ---------- | ---------- | -------- | ------ |
| C. Bergodi      | 15       | 0       | 3            | 0            | 3          | 0          | 21       | 0      |
| A. Bokšić       | 23       | 4       | 1            | 0            | 2          | 0          | 26       | 4      |
| P. Casiraghi    | 28       | 14      | 3            | 0            | 4          | 4          | 35       | 18     |
| J. Chamot       | 32       | 0       | 4            | 0            | 1          | 0          | 37       | 0      |
| R. Cravero      | -        | -       | 1            | 0            | -          | -          | 1        | 0      |
| I. Della Morte  | -        | -       | -            | -            | -          | -          | -        | -      |
| R. Di Matteo    | 31       | 2       | 3            | 0            | 4          | 0          | 38       | 2      |
| M. Di Vaio      | -        | -       | 1            | 1            | 2          | 1          | 3        | 2      |
| M. Esposito     | 17       | 3       | 2            | 0            | 1          | 0          | 20       | 3      |
| G. Favalli      | 26       | 1       | 3            | 0            | 3          | 0          | 32       | 1      |
| D. Franceschini | 2        | 0       | -            | -            | -          | -          | 2        | 0      |
| D. Fuser        | 32       | 6       | 4            | 0            | 3          | 0          | 39       | 6      |
| G. Gottardi     | 20       | 0       | 2            | 0            | 1          | 0          | 23       | 0      |
| A. Grandoni     | 4        | 0       | -            | -            | -          | -          | 4        | 0      |
| A. Iannuzzi     | 4        | 1       | -            | -            | -          | -          | 4        | 1      |
| F. Mancini      | 6        | -7      | 2            | -2           | -          | -          | 8        | -9     |
| L. Marchegiani  | 26       | -26     | 2            | -1           | 3          | -3         | 31       | -30    |
| D. Marcolin     | 20       | 0       | 3            | 0            | 2          | 0          | 25       | 0      |
| P. Negro        | 31       | 1       | 4            | 0            | 4          | 0          | 39       | 1      |
| A. Nesta        | 23       | 0       | 2            | 0            | 3          | 0          | 28       | 0      |
| F. Orsi         | 5        | -5      | -            | -            | 2          | -2         | 7        | -7     |
| M. Piovanelli   | 16       | 0       | 1            | 0            | 4          | 0          | 21       | 0      |
| R. Rambaudi     | 28       | 1       | 4            | 1            | 3          | 1          | 35       | 3      |
| A. Romano       | 7        | 0       | 2            | 0            | 3          | 0          | 12       | 0      |
| G. Signori      | 31       | 24      | 4            | 1            | 3          | 1          | 38       | 26     |
| A. Winter       | 30       | 6       | 3            | 0            | 4          | 1          | 37       | 7      |